# I cavalieri di Mon
I cavalieri di Mon (六門天外モンコレナイト?, Rokumon tengai Mon Kore Naito, lett. "Sei portali lontani Mon Colle Knight") è un manga del 1999 e una serie televisiva anime del 2000. L'idea originale è di Hitoshi Yasuda e Group SNE. La serie prende spunto dal gioco di carte collezionabili Monster Collection.
Il manga è stato pubblicato da Kadokawa Shoten sulla rivista Dragon Jr. dal 2000 al 2001 e, in seguito, pubblicato in quattro volumi. La serie anime, consistente in 51 episodi, è stata mandata in onda da TV Tokyo dal 10 gennaio al 25 dicembre 2000. L'anime è stato tradotto in numerose lingue; in Italia è andato in onda su Rai 2 nel 2005 mentre negli Stati Uniti è andato in onda su Jetix, in entrambi i casi è stata trasmessa una versione di 45 episodi anziché di 51 come nell'edizione orientale. 
La versione distribuita a livello internazionale, compresa anche l'Italia, è stata curata da Saban Entertainment, che ha censurato la serie eliminando 6 episodi, modificando diversi aspetti della trama e la colonna sonora.

## Trama
La serie narra le avventure di Mondo Ooya e della sua fidanzata Rokuna Hiiragi, il cui padre, il professor Ichiroubei Hiiragi, ha inventato un modo per viaggiare nel mondo di Mon (Roku Mon Sekai: il mondo dei sei portali), dove vivono tutti i tipi di creature magiche. Insieme, cercano di trovare i sei elementi mostri che, se combinati, potrebbe collegare il mondo di Mon con il pianeta Terra per il bene di entrambi i mondi. Rokuna e Mondo formano i cavalieri di Mon, e combattono i mostri a colpi di incantesimi. Il loro rivale principale è il principe Eccentro (Conte Collection nella versione originale) e le sue due lacchè Guko e Batchi, i quali hanno lo stesso obiettivo dei cavalieri di Mon, salvo voler conquistare gli elementi per dominare entrambi i mondi.

## Personaggi principali

I personaggi della serie

### Cavalieri di Mon
Mondo Ooya (大矢 門斗?, Ōya Mondo)
Doppiato da: Tomo Saeki (ed. giapponese), Maura Cenciarelli (ed. italiana)
Uno dei protagonisti della serie. Mondo è un giovane ragazzo avventuroso che cerca di raccogliere gli elementi Mon per riunire Mon e la Terra nella pace e nell'amicizia. Nonostante sia un ragazzo determinato, Mondo ha un piccolo problema: corteggia sempre le belle ragazze. Il primo kanji del nome Mondo è "Mon (門?, Mon)", lo stesso che viene utilizzato nel titolo "Roku Mon Tengai Mon Kore Naito" (六門天外モンコレナイト?).
Rokuna Hiiragi (柊 六奈?, Hiiragi Rokuna)
Doppiata da: Yui Horie (ed. giapponese), Ilaria Latini (ed. italiana)
Una dei protagonisti della serie. Rokuna è intima amica e fidanzata di Mondo. Ha una particolare capacità telepatica di comunicare con i mostri. È molto gelosa di Mondo e lo attacca ogni volta che egli corteggia le altre ragazze. Il primo kanji di Rokuna è "Roku (六?, Roku)" è lo stesso che viene utilizzato nel titolo "Roku Mon Tengai Mon Kore Naito" (六門天外モンコレナイト?).
Professor Ichiroubei Hiiragi (柊 一郎兵衛?, Hiiragi Ichirōbei)
Doppiato da: Shigeru Chiba (ed. giapponese), Christian Iansante (ed. italiana)
Padre di Rokuna ed eccentrico scienziato pazzo. Ha scoperto il mondo di Mon e vuole studiarlo per poter vincere un sacco di premi.
Jāne (ジャーネ?, Jāne) / Stellina
Doppiato da: Yūko Mizutani (ed. giapponese), ? (ed. italiana)
Stellina è uno Zeechi che Rokuna adotta. Una mostro rosa simile ad un criceto con una stella rossa segnata sulla schiena. Nella versione giapponese, la sua specie si chiama "Lovestar", perché i suoni che queste creature riproducono assomigliano alla parola "love-love" e il disegno sulla schiena è una stella. Anche nella versione giapponese, Stellina si chiama "Jane", perché, quando Rokuna lo ha salutato ("ja ne"), Stellina pensava di essere chiamato per nome.
Punchpunch (パンチパンチ?, Panchipanchi)
Doppiato da: Maria Yamamoto (ed. giapponese)
Un piccolo mostro scimmia che sferra pugni.

### Squadra Collection
Conte Ludwig Presto Von Meinstein Collection (ルードヴィヒ・ブレスト・フォン・マインシュタイン・コレクション?, Rūdovihi Buresuto Fon Mainshutain Korekushon) / Principe Ludwig Von Monsterstein Eccentro
Doppiato da: Kazuhiko Inoue (ed. giapponese), Francesco Pezzulli (ed. italiana)
Antagonista principale della serie. Il principe Eccentro è un giovane aristocratico effeminato proveniente dall'Europa che vuole conquistare il mondo di Mon. È nato nel 1974 e si è allenato da Tanaka, quando suo padre volle farlo diventare un cattivo ragazzo. Ha una personalità molto eccentrica e alle volte è isterico. Egli è l'inventore dell'ipnotico Skeitso Beam, che egli utilizza per piegare i mostri alla sua volontà. Ogni volta che il principe Eccentro fallisce, Tanaka lo punisce alla fine dell'episodio. Il suo sogno è quello di diventare un famoso danzatore del ventre.
Batchi (バッチィ?, Batchii) / Batch
Doppiata da: Kyōko Hikami (ed. giapponese), Antonella Baldini (ed. italiana)
Lacchè maschiaccio di Eccentro. Viene punita da Tanaka ogni volta che lei ed Eccentro falliscono la missione. Batch e Eccentro sostengono molto, ma lei sempre gli obbedisce.
Guko (グーコ?, Gūko) / Gluko
Doppiata da: Yuka Imai (ed. giapponese), Domitilla D'Amico (ed. italiana)
Procace lacchè di Eccentro. Viene sempre risparmiata dalle punizioni di Tanaka e ha, in generale, una quantità inquietante di fortuna. Gluko non sembra mai farsi male a differenza di Eccentro e Batch. Nella versione giapponese, Gluko parla in un dialetto molto educato e rispettoso quando comunica con i suoi compagni di squadra.
Chuzaemon Takenaka (竹中 忠左衛門?, Takenaka Chūzaemon) / Tanaka
Doppiata da: Yūji Ueda (ed. giapponese), Fabrizio Temperini (ed. italiana)
Un vecchio nano, mentore di Eccentro incaricato dal padre di questi. Di solito punisce Eccentro per i suoi fallimenti.

## Episodi
| Nº Ja | Nº It | Giapponese 「Kanji」 - Rōmaji                                                      | In onda           | In onda         |
| Nº Ja | Nº It | Giapponese 「Kanji」 - Rōmaji                                                      | Giapponese        | Italiano        |
| 1     | 1     | 「スッ飛んで六門世界」 - Sutton de rokumon sekai!                                  | 10 gennaio 2000   | 4 febbraio 2005 |
| 2     | -     | 「ジャーネとばかりにラブスター!」 - Jaane to bakari ni Rabusutaa!                  | 17 gennaio 2000   | inedito         |
| 3     | -     | 「ドカンと激突ジャイアント!」 - Dokan to gekitotsu Jaianto!                        | 24 gennaio 2000   | inedito         |
| 4     | 2     | 「人魚の魔法でブンブンブン!」 - Ningyo no mahou de bunbunbun!                      | 31 gennaio 2000   | -               |
| 5     | 3     | 「恋の花咲くセニョリ～タ」 - Koi no hana saku senyori-ta                           | 7 febbraio 2000   | -               |
| 6     | 4     | 「空飛ぶレースだ・そら走れ!」 - Sora tobu Reesu da. sora hashire!                  | 14 febbraio 2000  | -               |
| 7     | 5     | 「小粋なあいつはオークション!?」 - Shou iki na aitsu wa oukushon!?                 | 21 febbraio 2000  | -               |
| 8     | 6     | 「ビギナーちゃんは召喚術師!?」 - Biginaa-chan wa shoukan jutsu shi!?               | 28 febbraio 2000  | -               |
| 9     | 7     | 「ジャーネだって、がんばるゾウ!」 - Jaane datte, ganbaru zou!                      | 6 marzo 2000      | -               |
| 10    | 8     | 「流されてOhマイフレンド!」 - Nagasarete Oh mai furendo!                           | 13 marzo 2000     | -               |
| 11    | 9     | 「掘って迷って落っこちるぅ～」 - Hotte mayotte okkochiru-                          | 20 marzo 2000     | -               |
| 12    | 10    | 「キミの笑顔をもう一度」 - Kimi no egao wo mouichido                               | 27 marzo 2000     | -               |
| 13    | 11    | 「ごくまれな大冒険!」 - Gokumare na dai bouken!                                    | 3 aprile 2000     | -               |
| 14    | -     | 「王様はお熱いのがお好き?」 - Ousama wa oatsui no ga osuki?                        | 10 aprile 2000    | inedito         |
| 15    | -     | 「夜空に吠えろ!ドラゴンズ」 - Yozora ni hoero! Doragonzu                           | 17 aprile 2000    | inedito         |
| 16    | -     | 「なんかありそなアリソナ砂漠!?」 - Nanka ari so na Arisona sabaku!?                | 24 aprile 2000    | inedito         |
| 17    | 12    | 「正義の勝利か!?モンコレナイト」 - Seigi no shouri ka!? Monkorenaito               | 1º maggio 2000    | -               |
| 18    | 13    | 「パンチパンチでノックダウン!」 - Panchi Panchi de nokku daun!                     | 8 maggio 2000     | -               |
| 19    | 14    | 「あたしの弟ケンタくん!」 - Atashi no otouto Kenta-kun!                            | 15 maggio 2000    | -               |
| 20    | 15    | 「黒い翼が闇に舞う!」 - Kuroi tsubasa ga yami ni mau!                              | 22 maggio 2000    | -               |
| 21    | 16    | 「空中都市の大決戦!」 - Kuuchuu toshi no dai kessen!                               | 29 maggio 2000    | -               |
| 22    | 17    | 「大凶・大厄・不幸はいかが?」 - Daikyou. taiyaku. fukou wa ika ga?                 | 5 giugno 2000     | -               |
| 23    | 18    | Uno sposo per Rokuna 「ああ憧れのジューン・ブライド」 - Aa akogare no Juun Buraido | 12 giugno 2000    | -               |
| 24    | 19    | 「愛の料理はちょっぴり過激!?」 - Ai no ryouri wa choppiri kageki!?                 | 19 giugno 2000    | -               |
| 25    | 20    | 「キミの笑顔を二度三度」 - Kimi no egao wo ni do san do                            | 26 giugno 2000    | -               |
| 26    | 21    | 「闇の切れ間にかかる虹」 - Yami no kirema ni kakaru niji                           | 3 luglio 2000     | -               |
| 27    | 22    | 「レプラコーンでばっちぐー!」 - Repurakoun de bacchi gu-!                          | 10 luglio 2000    | -               |
| 28    | 23    | 「ぱらいそビーチで波乗りサマー」 - Paraiso Biichi de naminori Samaa                | 17 luglio 2000    | -               |
| 29    | 24    | 「おいでませませ六門学園」 - Oide mase mase rokumon gakuen                         | 24 luglio 2000    | -               |
| 30    | 25    | 「魔法修行だモンコレナイト」 - Mahou shugyou da Monkorenaito                       | 31 luglio 2000    | -               |
| 31    | 26    | 「海のお城の人魚姫」 - Umi no wo shiro no ningyo hime                              | 7 agosto 2000     | -               |
| 32    | 27    | 「バラのおへやの大作戦」 - Bara no oheya no dai sakusen                            | 14 agosto 2000    | -               |
| 33    | 28    | 「どっきり館のヴァンパイア」 - Dokkiri kan no vanpaia                              | 21 agosto 2000    | -               |
| 34    | 29    | 「デカデカでっかいラブスター!?」 - Deka Deka dekkai rabusutaa!?                    | 28 agosto 2000    | -               |
| 35    | 30    | 「ベリーマッチョな最強勇者」 - Beriimaccho na saikyou yuusha                       | 4 settembre 2000  | -               |
| 36    | 31    | 「いわゆるひとつのジャイアント!?」 - Iwayuru hitotsu no Jaianto!?                  | 11 settembre 2000 | -               |
| 37    | 32    | 「お役にたつです!ワルキュリア」 - Oyaku ni tatsu desu! Warukyuria                  | 18 settembre 2000 | -               |
| 38    | 33    | 「風と六奈のフェアリーテール」 - Kaze to rokudai no feari teeru                    | 25 settembre 2000 | -               |
| 39    | 34    | 「大波越えて大バトル!」 - Oonami koete dai batoru!                                 | 2 ottobre 2000    | -               |
| 40    | 35    | 「最大級の胸さわぎ!」 - Saidai kyuu no munasawagi!                                 | 9 ottobre 2000    | -               |
| 41    | 36    | 「ルークのラブラブ大作戦!」 - Ruuku no raburabu dai sakusen!                       | 16 ottobre 2000   | -               |
| 42    | 37    | 「激突!一郎兵衛VSコレクション」 - Gekitotsu! Ichirou hyoue VS Korekushon           | 23 ottobre 2000   | -               |
| 43    | 38    | Pulito è bello 「おそうじしますキキーモラ」 - Osou jishimasu Kikiimora             | 30 ottobre 2000   | -               |
| 44    | 39    | 「さすらいのタンタン探知器」 - Sasurai no tantan tanchiki                          | 6 novembre 2000   | -               |
| 45    | 40    | 「超ごくまれな大冒険!」 - Chou gokumare na dai bouken!                             | 13 novembre 2000  | -               |
| 46    | 41    | 「爆熱!ファイア・ドラゴン」 - Bakunetsu! Faia Doragon                              | 20 novembre 2000  | -               |
| 47    | -     | 「誕生!炎の究極ドラゴン」 - Tanjou! Honoo no kyuukyoku doragon                     | 27 novembre 2000  | inedito         |
| 48    | 42    | 「決戦!赤き死の罠」 - Kessen! Akakishi no wana                                     | 4 dicembre 2000   | -               |
| 49    | 43    | 「集結!六つのモンモンアイテム」 - Shuuketsu! Muttsu no Monmon aitemu               | 11 dicembre 2000  | -               |
| 50    | 44    | 「消える六門世界」 - Kieru rokumon sekai                                           | 18 dicembre 2000  | -               |
| 51    | 45    | 「輝きはダイヤモンド」 - Kagayaki wa daiyamondo                                    | 25 dicembre 2000  | -               |